# 黒住祐介
黒住 祐介（くろずみ ゆうすけ、1962年〈昭和37年〉3月24日 -、男性 ）は、日本の実業家、アナウンサー、気象予報士。岡山エフエム放送取締役副社長。元岡山放送（OHK）アナウンサー。
岡山県岡山市出身。早稲田大学卒業後1985年に岡山放送に入社。2018年より岡山エフエム放送へ出向。

## 略歴
アナウンサーとして報道番組などを担当。スポーツ局・制作局などを経て、2009年から総務局総務部長。2014年12月から2016年7月までアナウンサーとして復帰し番組に出演。その後は編成局専任局長及びアナウンス部長を兼任し、2018年の人事異動により総務局付で岡山県域のFM放送局である岡山エフエム放送に出向している。2020年現在、岡山エフエム放送取締役副社長・放送部長。

## これまでの担当番組
- ミルンへカモン! なんしょん?（2014年12月 - 2016年7月）
- OHKスーパータイム
- OHKスーパーニュース
- OH!元気印
- スポーツ中継

ほか